# Amos Kipruto
Amos Kipruto (sinh ngày 16 tháng 9 năm 1992) là một vận động viên chạy đường dài người Kenya. Anh đã giành được huy chương đồng trong marathon nam tại Giải vô địch điền kinh thế giới 2019. Kipruto đã giành chiến thắng tại 2022 London Marathon.

## Sự nghiệp
Vào năm 2016, anh đã chiến thắng Rome Marathon, và sau đó là Seoul Marathon một năm sau đó. 
Năm 2018, Kipruto nhận 2 huy chương tại World Marathon Majors, về thứ 3 giải marathon Toky năm 2018 với thời gian hoàn thành 2:06:33 và giải marathon Berlin 2018 với thời gian hoàn thành 2:06:23.
Anh đã giành được huy chương đồng trong marathon nam tại giải vô địch điền kinh thế giới 2019 tổ chức ở Doha, Qatar.
Kipruto đại diện cho Kenya tại Thế vận hội Tokyo 2020.
Anh ấy về thứ hai tại Cuộc thi Marathon Tokyo 2021 bị hoãn vào tháng 3 năm 2022 với thành tích cá nhân tốt nhất là 2:03:13, chỉ sau Eliud Kipchoge, người đã chạy 2:02:40. Kipruto đã giành được chiến thắng lớn nhất trong sự nghiệp của mình cho đến thời điểm đó bằng cách giành chiến thắng 2022 London Marathon được tổ chức vào tháng 10 với thời gian 2:04:39.